# 青山りょう
青山 りょう（あおやま りょう、1983年6月1日 - ）は、女性タレント・パチンコライター。身長:168cm。血液型:O型。

## 略歴
埼玉県出身。
短大卒業後、歯科医院の受付やパチンコ店の店員などを経てイベントコンパニオンとなる。当時所属していたハッピーストライクの下村社長から『パチンコ必勝本』（辰巳出版）の運留を紹介されたことがきっかけでパチンコライターとなった。
また、コンパニオン仲間だった愛田笑子（元パチスロアイドル）と共にオーディションを受け合格（愛田は落選）し、2009年4月から2012年3月まで競輪専門チャンネル・SPEEDチャンネルのキャンペーンユニット「スピーチーズ」のメンバーとしても活動した。
パチンコライターとしての活動の他、スカパー!などのパチンコ・パチスロ番組やネット動画に多数出演。SPEEDチャンネルにも出演している。

## 人物
短大在学中にパチスロ店（オープニングスタッフとして働きたくてたまたま見つけた職場だった）で働きだしたことをきっかけにパチスロの面白さを知る。週3日バイトで週4日パチスロという生活をしていた時期もあった。ただし、アルバイトをしていた店では打たず、アルバイト先の近所の店で打っていた。
“好かれなくてもいいが嫌われたくない”“揉め事は避けたい”といった思考に沿った言動が多く、番組で共演するパチスロライターの木村魚拓は「究極の事なかれ主義」と評している。
元レースクイーンの清水恵美と交流が深く、清水のブログにも度々登場していた。
DVD『別冊 青山りょう』に収録されたインタビューで本名が「りょうこ」（漢字及び苗字は非公表）であることを明かした。

## 連載
『パチンコ必勝本CLIMAX』
- 原点海帰

『パチスロ必勝本』
- 今日もやっちまった!!

『日刊スポーツ』
- 陽当たりりょう好

## 主な出演番組
- 木村魚拓の窓際の向こうに #50,#51（パチンコ★パチスロTV!）
- 海賊王船長タック（パチ・スロ サイトセブンTV）
- ガールズパチンコリーグ（MONDO TV）
  - ガールズパチンコリーグ・ゴールド
  - ガールズパチンコリーグ・ホワイト
  - ガールズパチンコリーグ・ブラック
  - ガールズパチンコリーグ・クリスタル
  - ガールズパチンコリーグ・プラチナ
  - ガールズパチンコリーグ・サファイア
  - ガールズパチンコリーグ・ルビー
  - ガールズパチンコリーグ・スーパー
  - ガールズパチンコリーグ・ドリーム
- 青山りょうの優しく拭いて（パチンコ★パチスロTV!）
- 青山りょうのMISSION:POSSIBLE?（パチ・スロ サイトセブンTV）
- BSスカパー!パチンコパチスロスペシャル!（BSスカパー）
  - 〜力をあわせて視聴者プレゼントしましょっかい!〜
  - 〜前回好評だったのでまたやっちゃいます!力を合わせて視聴者プレゼントしましょっかい!〜
  - 〜調子に乗ってまたまたやっちゃいます!青山りょうはいるのか?第3弾!力を合わせて視聴者プレゼントしましょっかい!〜
  - 第4弾 〜帰ってきた!力を合わせて視聴者プレゼントしましょっかい!〜
  - 第5弾 〜寒い季節が来たぞ!力を合わせて視聴者プレゼントしましょっかい!〜
  - Seven Dreamers #1 - #4
- PPSLタッグリーグ（パチンコ★パチスロTV）
- 魚拓・鈴虫の王が負けた夜に… #41,#42（パチンコ★パチスロTV）
- 木村魚拓の旅打ちってやつは #39,#40,#53,#54,#79,#80,#101,#102（パチ・スロ サイトセブンTV）
- パチスロキャノンボール（V☆パラダイス）
  - パチスロキャノンボール season 1
  - パチスロキャノンボール season 2
  - パチスロキャノンボール season 6
- ういちとヒカルのおもスロい人々 #270,#271（パチ・スロ サイトセブンTV）
- 増刊!ビワコのラブファイター 旅情編 打って食べて北海道満喫SP（パチンコ★パチスロTV）
- パチドルクエスト（V☆パラダイス）
  - パチドルクエスト season 6 #7 - #10
  - パチドルクエスト season 7 #9,#10
- ビワコ・青山りょう・しおねえ・さやかの満天アゲ×2カルテット（パチンコ★パチスロTV）
- パチスロリーグ（MONDO TV）
  - おいで!パチスロリーグ
- パチンコLAB（フジテレビONE）
  - パチンコLAB 〜7th season〜
  - パチンコLAB 〜8th season〜
  - パチンコLAB 〜9th season〜
  - パチンコLAB 〜10th season〜
  - パチンコLAB 〜11th season〜
  - パチンコLAB 〜12th season〜
  - パチンコLAB 〜13th season〜
  - パチンコLAB 〜14th season〜
- レビンとバッチのゲッツ&ゴー!! #19,#20,#39,#40（パチ・スロ サイトセブンTV）
- 満天アゲ×2クインテット（パチンコ★パチスロTV）
- なるみん・つる子のTry To You #50,#51（パチンコ★パチスロTV）
- SPEEDフロントライン（SPEEDチャンネル）
- 真券ファン倶楽部（SPEEDチャンネル）
- 前夜版まるごと展望（SPEEDチャンネル）
- 真券 GOLD RUSH（SPEEDチャンネル）
- まんふく〜万枚を出して幸福に〜(JANBARI.TV)
- パチンコバトル～渋谷でキャノンボール大決戦～（2021年4月1日、スカチャン1・CS801）[2]
- みんなのパチンコフェス2023（2023年11月4日、日本遊技機工業組合／KIBUN PACHI-PACHI委員会）[3]

## イメージキャラクター
- 株式会社ワン&オンリーキャスティング（同社のパチンコ業界専門人材派遣サービス事業のイメージキャラクター）

## DVD
- 別冊 青山りょう（2018年9月28日、辰巳出版）